# قلیفی
قلیفی (ghleyfi) نوعی نان شیرینی (شیرینی) محلی زابل بوده و در سیستان محبوبیت زیادی دارد. این نان شکلی دایره ای ضخیم و مارپیچ دارد و در داخل فر یا قلیف طبخ می‌شود. این نان شیرینی را در قلیف (ghleyf) (نوعی دیگ) طبخ می‌کنند و به همین دلیل نام آن قلیفی می‌باشد. این نان شیرینی را با پودر قند شیرین می‌کنند همچنین درونش خرما و گردو هم میگذارند و طعم دلپذیری پیدا می‌کند.
خمیر این نان را پس از ورز دادن به شکل یک نوار درمی‌آورند و سپس مانند رولت می‌پیچند، سپس در یک دیگ مسی که قبلاً چرب شده قرار داده و می‌پزند.